# NGC 1992
NGC 1992 ist eine linsenförmige Galaxie vom Hubble-Typ S0-a im Sternbild Taube am Südsternhimmel. Sie ist schätzungsweise 466 Millionen Lichtjahre von der Milchstraße entfernt und hat einen Durchmesser von etwa 155.000 Lj.
Im selben Himmelsareal befindet sich u. a. die Galaxie NGC 1989.
Das Objekt wurde am 19. November 1835 von John Herschel entdeckt.